# سد دونزر-ماندراگون
سد دونزر-ماندراگون (به فرانسوی: Barrage de Donzère-Mondragon) یک سد، سد سلولی و نیروگاه برقابی در فرانسه است که در Bollène واقع شده‌است.